# دي. وايت إيكن
دي. وايت إيكن هو سياسي أمريكي، ولد في 17 مارس 1828 في وينسبورو في الولايات المتحدة، وتوفي في 6 أبريل 1887 في كوكسبوري في الولايات المتحدة. نشط حزبياً في الحزب الديمقراطي. وقد انتخب عضو مجلس النواب الأمريكي ‏.